# Miami PanAm International 2010
Die Miami PanAm International 2010 im Badminton fanden vom 10. bis zum 13. November 2010 in Miami Lakes statt.

## Sieger und Platzierte
| Disziplin    | Gold                            | Silber                                  | Bronze                                    |
| ------------ | ------------------------------- | --------------------------------------- | ----------------------------------------- |
| Herreneinzel | Kevin Cordón                    | Hock Lai Lee                            | Rosario Maddaloni                         |
| Herreneinzel | Kevin Cordón                    | Hock Lai Lee                            | Mauricio Casillas                         |
| Dameneinzel  | Agnese Allegrini                | Nicole Grether                          | Priscilla Lun                             |
| Dameneinzel  | Agnese Allegrini                | Nicole Grether                          | Charmaine Reid                            |
| Herrendoppel | Sameera Gunatileka Vincent Nguy | Virgil Soeroredjo Mitchel Wongsodikromo | Rodolfo Ramírez Pedro Yang                |
| Herrendoppel | Sameera Gunatileka Vincent Nguy | Virgil Soeroredjo Mitchel Wongsodikromo | Mauricio Casillas Lino Muñoz              |
| Damendoppel  | Nicole Grether Charmaine Reid   | Cynthia González Victoria Montero       | Deyanira Angulo Aileen Chiñas             |
| Damendoppel  | Nicole Grether Charmaine Reid   | Cynthia González Victoria Montero       | Christine Selchow Pricille Tjitrodipo     |
| Mixed        | Hock Lai Lee Priscilla Lun      | Bjorn Seguin Deyanira Angulo            | Lino Muñoz Cynthia González               |
| Mixed        | Hock Lai Lee Priscilla Lun      | Bjorn Seguin Deyanira Angulo            | Mitchel Wongsodikromo Pricille Tjitrodipo |